# Nobuatsu Aoki
Pour les articles homonymes, voir Aoki.
Nobuatsu Aoki (青木 宣篤, Aoki Nobuatsu), né le 31 août 1971 à Sumaga (Japon), est un ancien pilote de vitesse moto japonais. Il a disputé 11 saisons en Championnat du monde de vitesse.

## Biographie
Nobuatsu Aoki dispute sa première course en championnat du monde en 1990 à l'occasion du grand prix du Japon, pour lequel il était invité dans la catégorie 250cm3. Les deux saisons suivantes, il obtient à nouveau une wild card pour son grand prix national et se distingue en 1992 en montant sur la 3e place du podium. Cette performance remarquable pour un pilote invité lui ouvre les portes de la 250 et Aoki dispute en 1993 sa première saison complète en grand prix chez Honda.
Dès la seconde course de la saison, en Malaisie, Aoki remporte son premier grand prix. Il boucle finalement le championnat à la 11e place.
Aoki dispute 4 saisons en 250 avant de passer dans la catégorie reine (500cm3) en 1997. Le pilote japonais se distingue en signant 4 podiums et 6 quatrièmes places qui lui permettent de se classer 3e du championnat du monde derrière Michael Doohan et Tadayuki Okada. Aoki est alors engagé par Suzuki mais les 3 saisons qu'il passe au sein de ce team sont décevantes. Il quitte alors les grands prix pendant 1 saison et se consacre au développement des pneus Bridgestone.
Il revient en 2002 dans la catégorie MotoGP avec le team de Kenny Roberts sur une Proton. Aoki dispute 3 saisons dans ce team avant de se retirer. Il a depuis obtenu 3 wild card en MotoGP sur une Suzuki, en 2005, 2007 et 2008.

## Carrière en grand prix
| Année | Cat.    | Moto   | GP | Vict. | Podiums | Poles | Mtour | Pts | Position |
| ----- | ------- | ------ | -- | ----- | ------- | ----- | ----- | --- | -------- |
| 1990  | 250 cm³ | Honda  | 1  | 0     | 0       | 0     | 0     | 8   | 29e      |
| 1991  | 250 cm³ | Honda  | 1  | 0     | 0       | 0     | 0     | 11  | 23e      |
| 1992  | 250 cm³ | Honda  | 1  | 0     | 1       | 1     | 0     | 12  | 14e      |
| 1993  | 250 cm³ | Honda  | 13 | 1     | 1       | 0     | 1     | 100 | 11e      |
| 1994  | 250 cm³ | Honda  | 13 | 0     | 0       | 0     | 0     | 95  | 10e      |
| 1995  | 250 cm³ | Honda  | 12 | 0     | 1       | 0     | 0     | 105 | 6e       |
| 1996  | 250 cm³ | Honda  | 15 | 0     | 0       | 0     | 0     | 105 | 7e       |
| 1997  | 500 cm³ | Honda  | 15 | 0     | 4       | 0     | 0     | 179 | 3e       |
| 1998  | 500 cm³ | Suzuki | 14 | 0     | 0       | 0     | 0     | 101 | 9e       |
| 1999  | 500 cm³ | Suzuki | 14 | 0     | 0       | 0     | 0     | 78  | 13e      |
| 2000  | 500 cm³ | Suzuki | 16 | 0     | 0       | 0     | 0     | 116 | 10e      |
| 2002  | MotoGP  | Proton | 16 | 0     | 0       | 0     | 0     | 63  | 12e      |
| 2003  | MotoGP  | Proton | 16 | 0     | 0       | 0     | 0     | 19  | 21e      |
| 2004  | MotoGP  | Proton | 16 | 0     | 0       | 0     | 0     | 10  | 21e      |
| 2005  | MotoGP  | Suzuki | 2  | 0     | 0       | 0     | 0     | 0   | -        |
| 2007  | MotoGP  | Suzuki | 1  | 0     | 0       | 0     | 0     | 3   | 25e      |
| 2008  | MotoGP  | Suzuki | 1  | 0     | 0       | 0     | 0     | 0   | -        |